# 护国寺西巷
39°56′11″N 116°22′29″E / 39.9362772°N 116.3747808°E

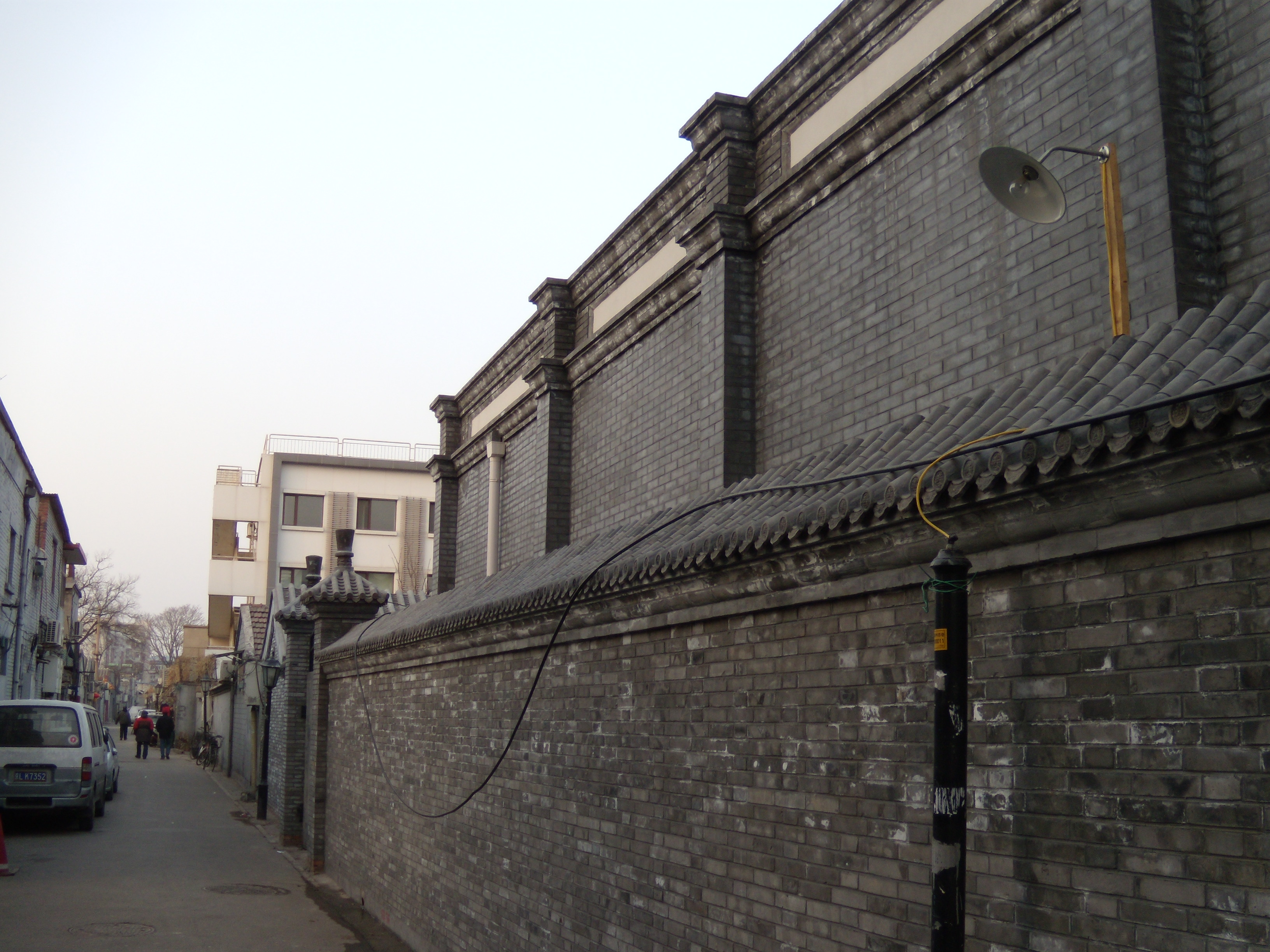
护国寺西巷南口，自南向北拍摄

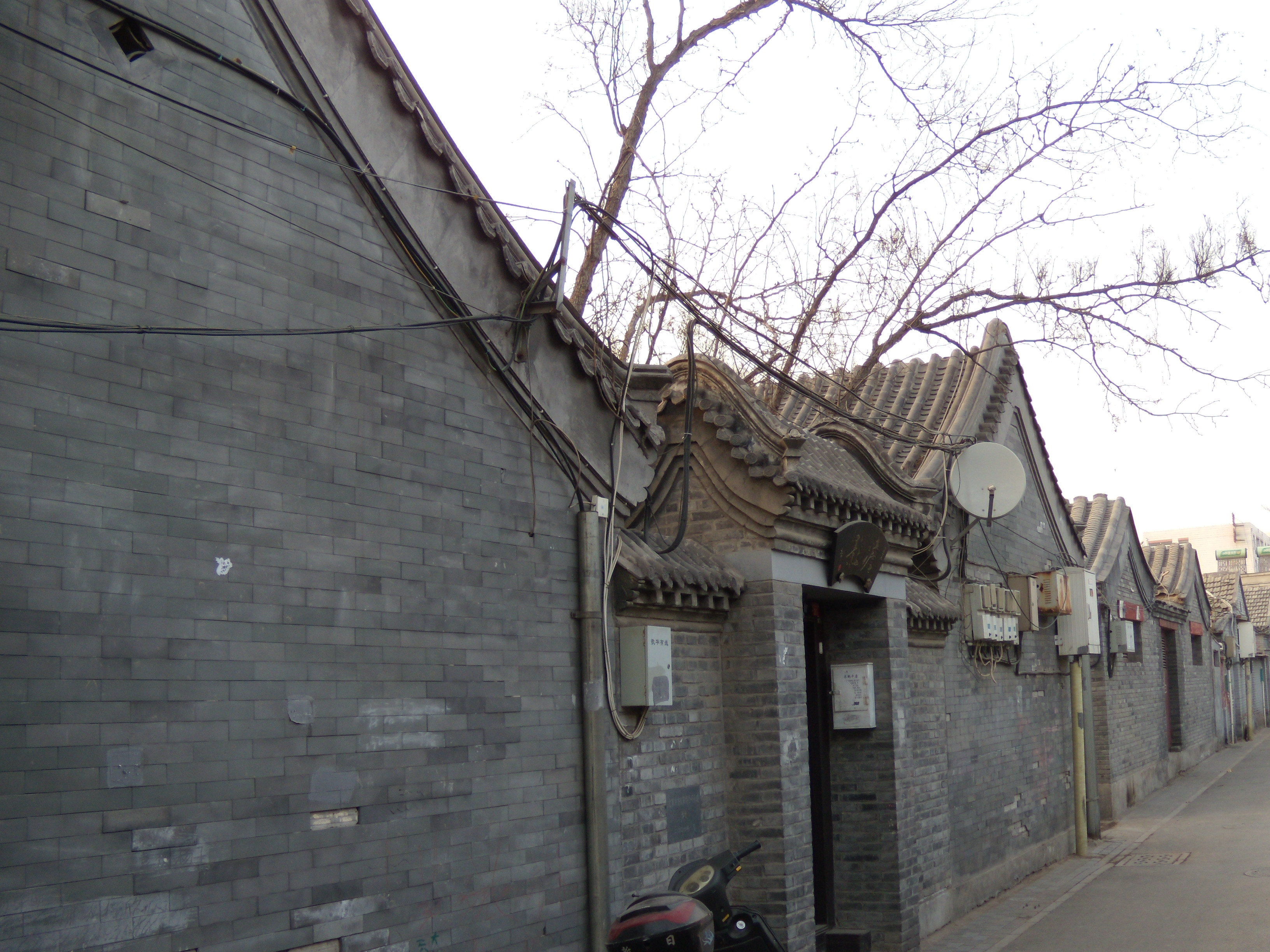
护国寺西巷西侧

护国寺西巷是中国北京市西城区的一条胡同，因护国寺而得名。

## 简介
护国寺西巷是护国寺西侧的狭窄通道，即护国寺西廊房之下。清朝称“西廊下”。中华民国时期改称“护国寺西巷”，沿用至今。
护国寺西巷北到百花深处，南至护国寺街，南北走向。护国寺西巷中部，西侧与大杨家胡同东口交汇，东侧在与大杨家胡同交口处的南北不远处分别接护国寺大院。护国寺西巷东侧，原来没有住户，是护国寺的西墙。后来护国寺败落，寺址逐渐成为民居，护国寺西巷才形成了两侧皆为民居的状况。